# Zęby Hutchinsona

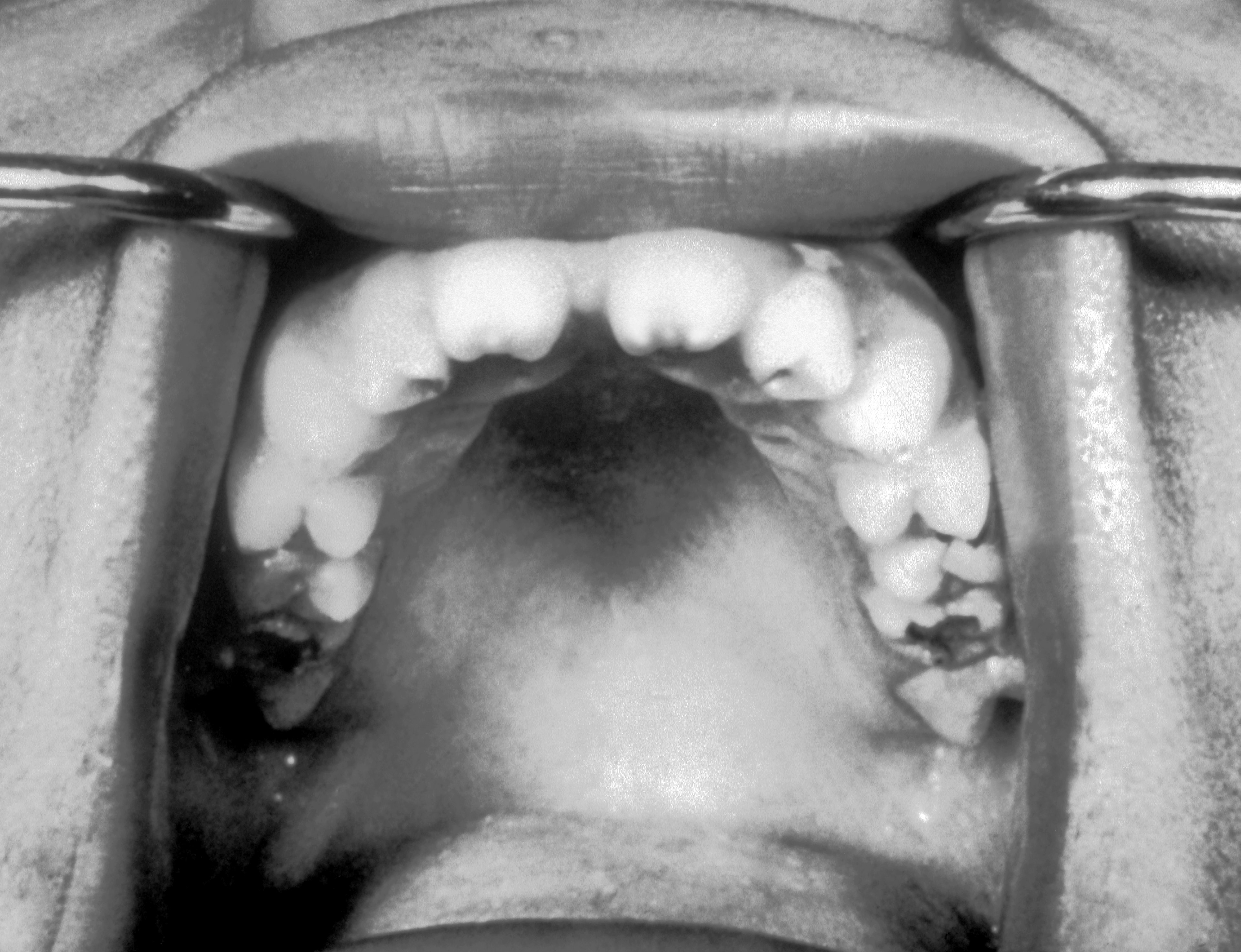
Zagłębione górne siekacze, zwane zębami Hutchinsona, typowe dla kiły wrodzonej.

Zęby Hutchinsona – jeden z objawów kiły wrodzonej, należący do triady Hutchinsona. Zęby są szeroko rozstawione, zagłębione górne siekacze i trzonowce w kształcie owoców morwy, czyli zęby z licznymi, ale słabo wykształconymi guzkami. Opisane przez Jonathana Hutchinsona.